# Flávia Nori Bombonato
Flávia Nori Bombonato (Batatais, 26 de outubro de 1978) é uma maestrina brasileira.
Atualmente  é diretora artística e regente titular da Orquestra Filarmônica de São Carlos. É diretora artística do Festival Internacional de Música de São Carlos (FIMSC), regente da Orquestra Acadêmica do FIMSC, regente do Côro do Fórum de São Carlos e Coordenadora e Regente do Programa Paulista de Canto e Coral. Em 2015 regeu a Metro Chamber Orchestra, em Nova Iorque, nos Estados Unidos.
É regente do Coro Paulista São Carlos e do Coro São Carlos Clube, além de uma das diretoras artísticas do NEOS Grupo Vocal.
É membro do Foro Latino Americano de Diretoras e Regentes de Banda e Orquestra Sinfônica, além de membro regular da World Association for Symphonic Bands and Ensembles.

## Biografia
É filha da pianista e professora Maria Helena Nori Bombonato e do construtor Luis Frederico Bombonato. Vive em São Carlos e é mãe de Maria Clara Bombonato Gomes e Maria Olívia Bombonato Gomes.
Formou-se em regência pelo Conservatório Dramático e Musical de Tatuí, em piano pela Universidade de Ribeirão Preto, além de ter formação em Engenharia Civil, Pedagogia e Educação Musical.
Foi regente do Coral Boca em Cena da USP/São Carlos, do Coral do CPP de São Carlos, diretora e coordenadora da Escola Livre de Música de São Carlos, Regente da Orquestra e Côro Sinfônico da ELM de São Carlos e da Big Band do Grupo de Referência do Projeto Guri - Regional São Carlos, além de ter participado de diversos projetos musicais.
Fizeram parte de sua formação os maestros Dario Sotelo, José Ricardo O’Campos, Osmar Jeycic, Erik Westberg (Suécia), Marco Antonio da Silva Ramos, Dulce Primo,  Mark Whitlock (EUA) e Roberto Tibiriçá.

## Participações
- Festival de Inverno de Campos do Jordão
- Festival Música nas Montanhas (Poços de Caldas - MG)
- Curso de Regência Coral (Associação Paulista de Regentes de Coro)
- Encontro Nacional de Música e Educação (Bauru)
- Pró Bandas (Conservatõrio de Tatuí),
- 2008 - 7º Aniversário da Banda Municipal de Laranjal Paulista[5]
- 2008 - The Midwest Clinic - Chicago, USA[6]
- 2013 - FIMSC - Festival Internacional de Música de São Carlos